# Nicole Stott
Nicole Marie Passonno Stott (Albany, 19 de novembro de 1962) é uma astronauta norte-americana, integrante das Expedições 20 e 21 à Estação Espacial Internacional e veterana de duas missões no espaço.
Formada em engenharia, iniciou a vida profissional na iniciativa privada, como engenheira de design de estruturas de motores na empresa Pratt & Whitney. Em 1988 juntou-se à NASA trabalhando no Centro Espacial John Kennedy, na Flórida, como engenheira de operações ligada ao projeto do orbitador do ônibus espacial.
Em julho de 2000, Nicole foi selecionada para o corpo de astronautas da agência como especialista de missão, completando o curso de qualificação de dois anos, após o qual foi integrada ao departamento de astronautas. Como CAPCOM (controladora de comunicações de missão), foi astronauta de apoio para os integrantes da Expedição 10 à ISS, em 2004, e parte da equipe NEEMO 9, onde trabalhou e viveu com mais cinco astronautas num habitat submarino por dezoito dias.
Foi ao espaço pela primeira em 29 de agosto de 2009, na missão STS-128 Discovery, para integrar as Expedições 20 e 21 da ISS, onde passou cerca de quatro meses em órbita terrestre, retornando na STS-129 Atlantis. Durante esta missão, ela participou da primeira troca de mensagens ao vivo através do Twitter no espaço, com integrantes do quartel-general da NASA, em Houston, Texas.
Voltou ao espaço em 24 de fevereiro de 2011 como especialista de missão da STS-133, uma missão de treze dias à ISS que marcou o último voo da nave Discovery e o penúltimo voo do programa dos ônibus espaciais.